# Surinamská hymna
Hymna Surinamu je píseň God zij met ons Suriname (česky Bůh je s naším Surinamem), také známá jako Opo kondreman. Hudbu složil v roce 1876 Johannes Corstianus de Puy. Text napsal Cornelis Atses Hoekstra společně s Henrym de Zielem roku 1893.

## Oficiální text
| Text nizozemsky | Text v jazyce Sranan Tongo |
| --- | --- |
| God zij met ons Suriname Hij verheff'ons heerlijk land Hoe wij hier ook samen kwamen Aan zijn grond zijn wij verpand Werkend houden w'in gedachten Recht en waarheid maken vrij Al wat goed is te betrachten Dat geeft aan ons land waardij. | Opo, kondreman un' opo! Sranangron e kari un'. Wans' ope tata komopo Wi mu' seti kondre bun. Strey de f' strey, wi no sa frede. Gado de wi fesiman. Eri libi te na dede Wi sa feti gi Sranan. |